# Gymnetis
Genre
Gymnetis est un genre  d'insectes de l'ordre des coléoptères, de la famille des Scarabaeidae, de la sous-famille des Cetoniinae, de la tribu des Gymnetini.

## Dénomination
Le genre a été décrit par l'entomologiste britannique William Sharp Macleay en 1819.

### Synonymie
- Gymnetoides (Martínez, 1949)
- Paragymnetis (Schürhoff, 1937)

## Particularités anatomiques
- Menton plus ou moins allongé, sinué en avant. Lobe externe des mâchoires trigone, oblique et pénicillé.
- Prothorax trapézoïde ; le lobe de sa base cachant en entier l'écusson.
- Élytres rétrécis en arrière ou subparallèles, plans, parfois épineux à l'angle sutural.
- Pattes antérieures en général tridentées dans les deux sexes.
- Prosternum muni d'une saillie antécoxale grêle et couverte de soies.

## Taxinomie
Liste des espèces
- Gymnetis alboscripta (Janson, 1878)
- Gymnetis bajula (Olivier, 1789)
- Gymnetis bomplandi (Schaum, 1844)
- Gymnetis bouvieri (Bourgoin, 1912)
- Gymnetis carbo (Schürhoff, 1937)
- Gymnetis caseyi (Antoine, 2001)
- Gymnetis cerdai (Antoine, 2001)
- Gymnetis chalcipes (Gory & Percheron, 1833)
- Gymnetis chevrolati (Gory & Percheron, 1833)
- Gymnetis coturnix (Burmeister, 1842)
- Gymnetis cretacea (LeConte, 1866)
- Gymnetis difficilis (Burmeister, 1842)
- Gymnetis flaveola (Fabricius, 1801)
- Gymnetis flavomarginata (Blanchard, 1846)
- Gymnetis hebraica (Drapiez, 1820)
- Gymnetis hieroglyphica (Vigors, 1825)
- Gymnetis holosericea (Voet, 1779)
- Gymnetis lanius (Linnaeus, 1766)
- Gymnetis margineguttata (Gory & Percheron, 1833)
- Gymnetis marmorea (Olivier, 1789)
- Gymnetis pantherina (Burmeister, 1842)
- Gymnetis pardalis (Gory & Percheron, 1833)
- Gymnetis poecila (Schaum, 1848)
- Gymnetis pudibunda (Burmeister, 1866)
- Gymnetis pulchra (Swederus, 1787)
- Gymnetis punctipennis (Burmeister, 1842)
- Gymnetis rufilatris (Illiger, 1800)
- Gymnetis sallei (Schaum, 1849)
- Gymnetis sculptiventris (Thomson, 1878)
- Gymnetis stellata (Latreille, 1813)
- Gymnetis strigosa (Olivier, 1789)
- Gymnetis subpunctata (Westwood, 1874)
- Gymnetis xanthospila (Schaum, 1844)